# El Siglo Diez y Nueve
El Siglo Diez y Nueve fue un periódico de corte liberal que circuló en México entre 1841 y 1896. Su nombre fue sustituido por El Memorial Histórico de 1842 a 1843 y por El Republicano de 1845 a 1846, regresando nuevamente a su nombre original. Es referido muy frecuentemente como El Siglo XIX.

## Fundación e historia
Algunos autores señalan que Ignacio Cumplido,  con ayuda de Juan Rodríguez Puebla y Manuel Gómez Pedraza, fue el fundador del periódico; algunos otros autores señalan que los fundadores fueron Mariano Otero y Juan Bautista Morales indicando que Cumplido fue el editor. Aunque esta duda existió desde los primeros años de circulación del periódico, fue aclarada en el editorial del mismo durante del 33.° aniversario, siendo la segunda versión la correcta. El primer número salió a la venta el 8 de octubre de 1841. 
Si bien el periódico fue esencialmente político de ideología liberal, contenía una sección dedicada a literatura que publicaba ensayos, piezas de poesía, cuadros de costumbres y prosa narrativa; publicaba además artículos geográficos y científicos, noticias nacionales y extranjeras, diversiones públicas, avisos, variedades y noticias mercantiles.  En sus inicios el periódico fue dirigido por José María Lacunza.
El 6 de abril de 1842, por su postura federalista y por las amenazas realizadas por el secretario de Guerra José María Tornel en contra de los redactores, se suspendió la venta del periódico por tres días hasta que Antonio López de Santa Anna ofreció las garantías a los periodistas.  En noviembre del mismo año Nicolás Bravo suspendió las garantías a la prensa y poco después disolvió el Congreso suplantándolo por una Junta Legislativa. Esta acción fue criticada por los articulistas de El Siglo Diez y Nueve, en consecuencia fueron aprehendidos Mariano Otero, Manuel Gómez Pedraza y José María Lafragua bajo los cargos de sedición. 
En 1844 el periódico apoyó el gobierno moderado de José Joaquín de Herrera. En 1845 criticó fuertemente las ideas conservadoras de Francisco Manuel Sánchez de Tagle quien propuso volver al régimen monárquico.
La publicación del periódico fue suspendida por largos períodos en tres ocasiones: durante la invasión de Estados Unidos, durante la guerra de Reforma y durante la intervención francesa. Desde 1867, una vez restaurado el régimen republicano, se publicó sin más interrupciones.
En 1853, durante la dictadura de Antonio López de Santa Anna, se promulgó la Ley Lares que restringió la libertad de prensa, El Siglo Diez y Nueve llegó a ser multado y amonestado en varias ocasiones. Continuó saliendo a la venta cortando su línea editorial enfocándose a publicar anuncios y noticias simples. En 1855, con el triunfo de la Revolución de Ayutla el entonces director del periódico, Francisco Zarco, publicó finalmente un editorial recriminando la Ley Lares y la dictadura:

Los conservadores saben que sus principios mueren por la discusión, que sucumben ante la luz de la verdad, que no resisten al sentido común, y así, donde quiera que dominan, su primera necesidad consiste en reprimir la expresión del pensamiento, en poner mordazas a la opinión.
Editorial de El Siglo Diez y Nueve, 12 de agosto de 1855.

Durante la dirección de Francisco Zarco, el periódico se convirtió en un órgano del Partido Puro, su línea editorial fue atacada por los periódicos El Constitucional y La Esperanza. Cuando Zarco se integró al gabinete presidencial, Manuel María de Zamacona se hizo cargo de la jefatura de redacción. En 1867 el puesto lo ocupó Pantaleón Tovar con quien colaboraron Alfredo Chavero, Antonio G. Pérez y Joaquín M. Alcalde. En 1867, cuando regresó el gobierno itinerante de Juárez a la capital, Zarco volvió a hacerse cargo de la dirección del periódico.
En 1869, Zarco se retiró por enfermedad, fue sustituido por Antonio García Pérez quien dirigió la publicación de septiembre a octubre, finalmente Manuel Payno asumió la dirección. En 1870, Ignacio Manuel Altamirano se hizo cargo de la sección literaria. En 1871 se incorporó a la sección literaria el escritor José María Vigil, mientras que la redacción se integraron José María Lozano, Julio Zárate, Emilio Velasco y Juan Pablo de los Ríos.
Hacia los últimos años de su publicación, la línea editorial criticó débilmente la dictadura de Porfirio Díaz, pero bajo la dirección de Luis Pombo y la colaboración de Francisco Bulnes —miembro del grupo de los Científicos— la publicación se convirtió, de cierta forma, en un periódico oficialista. Debido principalmente a la competencia comercial de los periódicos El Imparcial y El Mundo, de Rafael Reyes Spíndola, El Siglo Diez y Nueve publicó su último número el 15 de octubre de 1896.

## Colaboradores
Algunos de los articulistas más destacados fueron: Juan Bautista Morales, Mariano Otero, Manuel María de Zamacona, Francisco Zarco, José María Lacunza, Luis de la Rosa, José María Iglesias, José María Lafragua, Manuel Payno, José María Vigil, Guillermo Prieto, Ignacio Manuel Altamirano, Enrique de Olavarría y Ferrari, Melchor Ocampo e Ignacio Ramírez "El Nigromante".
En cuanto al aspecto literario, fueron publicados artículos y obras de François-René de Chateaubriand, Anatole France, Lord Byron, Victor Hugo, Honoré de Balzac, Salvador Bermúdez de Castro, Manuel Bretón de los Herreros, José Zorrilla y de colaboradores mexicanos José Justo Gómez de la Cortina, Francisco González Bocanegra, Manuel Peredo, José María Lafragua, los hermanos Franco, José María y Mariano Esteva, Manuel Orozco y Berra, Justo Sierra Méndez, Hilarión Frías y José María Alpuche entre otros. 
Dentro de su folletín se publicaron las siguientes obras: Los misterios de París, de Eugenio Sue; Los viajes de Gulliver, de Jonathan Swift; El vizconde de Bragelonne, de Alejandro Dumas; Historia de los girondinos, de Alphonse de Lamartine; Dos jóvenes románticos, Paulina, La víspera y el día de una boda y El río Bravo del norte, de Manuel Payno; La vida en provincia, de Lisandro Lameda Díaz; Los comanches, de Ignacio Ramírez "El Nigromante", y Manuelita, de Guillermo Prieto, entre muchas otras.